# Христакис-Зографос, Георгиос
Георгиос Христакис-Зографос (греч. Γεώργιος Χρηστάκης-Ζωγράφος; 8 марта 1863, Париж — 24 июня 1920, Афины) — греческий политик, глава самопровозглашённой Автономной Республики Северного Эпира.
Родился в семье османского банкира Христакиса Зографоса из современного албанского округа Гирокастра. Изучал юриспруденцию и политические науки в Париже и Мюнхене, по возвращении в Грецию был вовлечён в процессы земельной реформы, так как его отец владел большим количеством земли в Фессалии. В этот период он придерживался идеи, что крупные феодальные владения региона должны быть разделены среди безземельных крестьян; он сам продал безземельным крестьянам значительную часть своих земель по предельно низким ценам.
В 1905 году был избран в парламент Греции от нома Кардица. В 1909 году стал министром иностранных дел в правительстве Димитриоса Раллиса. Во время Первой Балканской войны стал губернатором освобождённого греческой армией Эпира.
Однако великие державы решили, что Северный Эпир должен отойти новообразованному государству Албания. Это вызвало восстание местных греков. 28 февраля 1914 года «Общеэпирские советы» провозгласили образование Автономной Республики Северного Эпира и избрали Георгиоса Христакиса-Зографоса её президентом.
После вывода греческой армии вспыхнул вооруженный конфликт между албанскими и североэпирскими войсками. В регионах Гирокастра, Химара, Саранда и Дельвина автономистским силам удалось успешно разоружить албанскую жандармерию и албанские иррегулярные формирования. С другой стороны, Христакис-Зографос, понимая, что великие державы не одобрят присоединение Северного Эпира к Греции, предложил три возможные дипломатические решения:
- Полная автономия под номинальным суверенитетом Княжества Албания.
- Административная и кантональная система автономии.
- Прямой контроль и управление европейскими государствами.

17 мая 1914 года был подписан Корфский протокол, зафиксировавший автономию Северного Эпира в составе княжества Албания. Однако после начавшейся вскоре Первой мировой войны на территории Албании начались беспорядки, и в южную Албанию вновь вошли греческие войска, ликвидировав североэпирскую автономию.
После этого Георгиос Христакис-Зографос вернулся в Грецию. До сентября 1917 года он исполнял обязанности управляющего Национальным банком Греции (с коротким перерывом в 1915 году, когда он был министром иностранных дел в правительстве Димитриоса Гунариса). В 1917 году вышел в отставку, три года спустя скончался от болезни сердца.